# St. Peter und Paul (Lanzing)

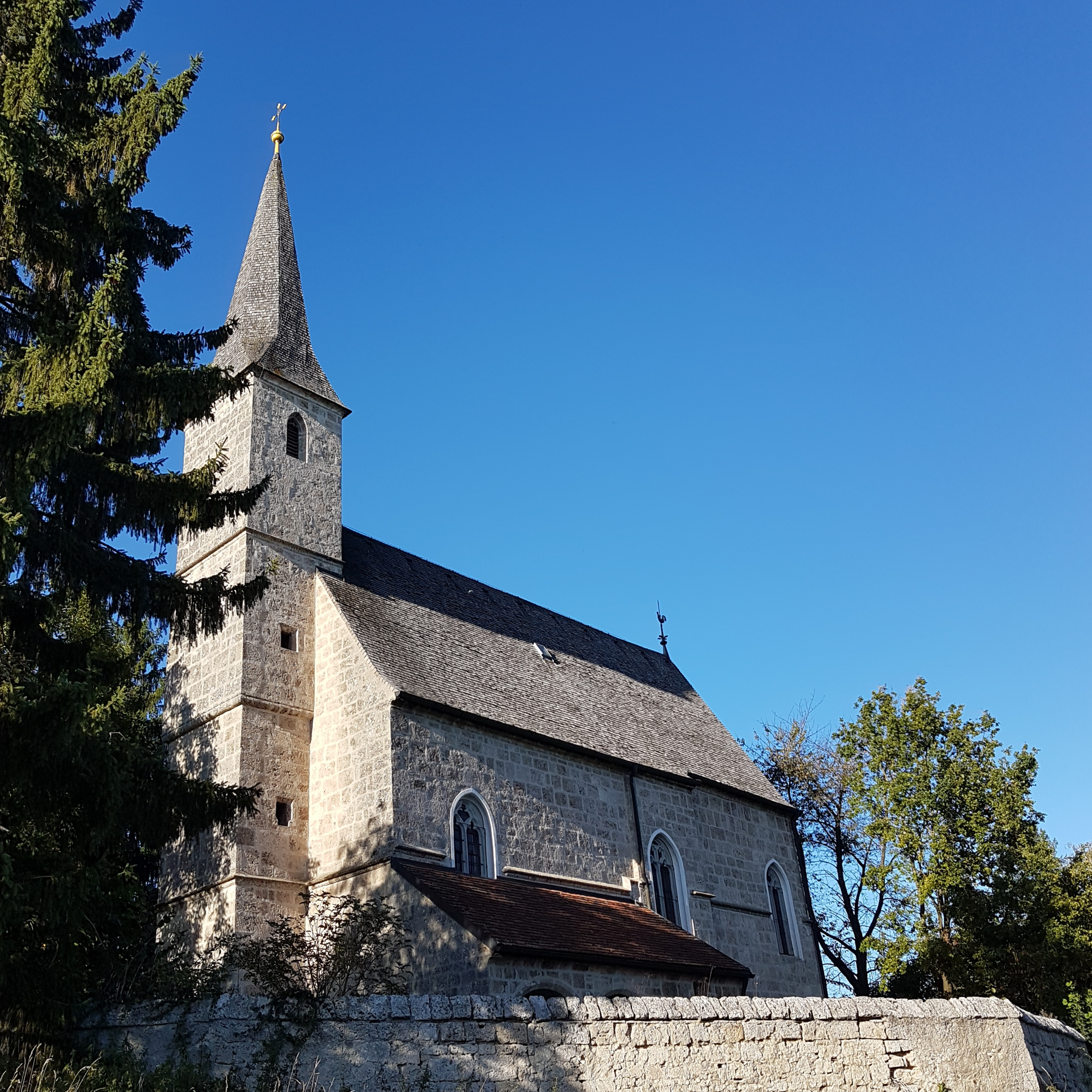
St. Peter und Paul in Lanzing

Die römisch-katholische Filialkirche St. Peter und Paul steht in Lanzing,  einem Gemeindeteil der Stadt Tittmoning im oberbayerischen Landkreis Traunstein. Das Bauwerk ist in der Liste der Baudenkmäler in Tittmoning als Baudenkmal unter der Nr. D-1-89-152-195 eingetragen. Die Kirche gehört zum Dekanat Traunstein im Erzbistum München und Freising.

## Beschreibung
Die spätgotische Saalkirche aus Quadermauerwerk wurde am Anfang des 16. Jahrhunderts erbaut. Sie besteht aus dem Langhaus zu drei Jochen, dem eingezogenen, dreiseitig geschlossenen Chor im Osten, der Sakristei an der Südwand des Langhauses und dem Kirchturm auf quadratischem Grundriss im Westen. Im obersten Geschoss des mit einem spitzen Helm bedeckten Turms befindet sich hinter den Klangarkaden der Glockenstuhl.
Der Innenraum hat ein Netzgewölbe. Der Hochaltar im Chor ist neugotisch. An den Brüstungen der Kanzel und der Empore sind flächenfüllende Ornamente.